# Valencianas de Juncos 2019
Questa voce raccoglie le informazioni riguardanti le Valencianas de Juncos nella stagione 2019.

## Organigramma societario
Area direttiva
- Presidente: Samuel Concepción

Area tecnica
- Allenatore: Magdiel Rivera

## Rosa
| N° | Nome              | Ruolo | Data di nascita   | Nazionalità sportiva |
| -- | ----------------- | ----- | ----------------- | -------------------- |
| 1  | Xaimara Colón     | L     | 11 settembre 1988 | Porto Rico           |
| 3  | Mariana Thon      | P     | 18 novembre 1988  | Porto Rico           |
| 3  | Yeleishka Vázquez | P     | 21 ottobre 1995   | Porto Rico           |
| 4  | Yamilet Velázquez | P     | 21 febbraio 1997  | Porto Rico           |
| 5  | Ivonessa García   | C     | 11 dicembre 1985  | Porto Rico           |
| 6  | Millianett Mojica | S/O   | 11 dicembre 1983  | Porto Rico           |
| 7  | Valeria Porrata   | S     | 24 agosto 1992    | Porto Rico           |
| 8  | Paola Figueroa    | S     | 21 aprile 1996    | Porto Rico           |
| 9  | Joedly Narváez    | O     | 18 ottobre 1991   | Porto Rico           |
| 17 | Keila Rodríguez   | S     | 26 ottobre 1992   | Porto Rico           |
| 10 | Karelys Otero     | L     | 17 settembre 1999 | Porto Rico           |
| 11 | Nydiaris Burgos   | C     | 2 febbraio 1999   | Porto Rico           |
| 12 | Jenselyn Morales  | C     | 7 giugno 1999     | Porto Rico           |
| 13 | Yajaira Acevedo   | S     | 19 dicembre 1995  | Porto Rico           |
| 18 | Lynda Morales     | C     | 20 maggio 1988    | Porto Rico           |
| 19 | Paulina Prieto    | O     | 25 gennaio 1994   | Porto Rico           |

## Mercato
| Acquisti | Acquisti          | Acquisti              | Acquisti   |
| R.       | Nome              | da                    | Modalità   |
| -------- | ----------------- | --------------------- | ---------- |
| L        | Xaimara Colón     | -                     | definitivo |
| P        | Yeleishka Vázquez | -                     | definitivo |
| P        | Yamilet Velázquez | -                     | definitivo |
| C        | Ivonessa García   | -                     | definitivo |
| S/O      | Millianett Mojica | -                     | definitivo |
| S        | Valeria Porrata   | -                     | definitivo |
| S        | Paola Figueroa    | -                     | definitivo |
| O        | Joedly Narváez    | -                     | definitivo |
| L        | Karelys Otero     | Turabo                | definitivo |
| C        | Nidyaris Burgos   | Turabo                | definitivo |
| C        | Jenselyn Morales  | -                     | definitivo |
| S        | Yajaira Acevedo   | -                     | definitivo |
| C        | Lynda Morales     | Alba-Blaj             | definitivo |
| O        | Paulina Prieto    | -                     | definitivo |
| S        | Keila Rodríguez   | Polluelas de Aibonito | definitivo |
| P        | Mariana Thon      | Madrid                | definitivo |

| Cessioni | Cessioni               | Cessioni      | Cessioni   |
| R.       | Nome                   | a             | Modalità   |
| -------- | ---------------------- | ------------- | ---------- |
| L        | Xaimara Colón          | -             | ritirata   |
| L        | Koraima Rosario        | -             | ritirata   |
| P        | Vilmarie Mojica        | -             | ritirata   |
| C        | Paige Tapp             | MTV Stoccarda | definitivo |
| S/O      | Millianett Mojica      | -             | ritirata   |
| S        | Yarimar Rosa           | -             | ritirata   |
| P        | Carelis Rojas          | -             | ritirata   |
| C        | Ivonessa García        | -             | ritirata   |
| S        | Tara Mueller           | -             | ritirata   |
| L        | Karla Ramos            | -             | ritirata   |
| O        | Alexandra Rivera Viera | -             | ritirata   |
| C        | Jenselyn Morales       | -             | ritirata   |
| S        | Yajaira Acevedo        | -             | ritirata   |
| O        | Paulina Prieto         | -             | ritirata   |
| O        | Joedly Narváez         | -             | definitivo |

## Risultati

### LVSF

#### Regular season
| 1ª giornata - 24 gennaio 2019 Coliseo Rafael Amalbert, Juncos              | Valencianas de Juncos     | 0 - 3 | Changas de Naranjito      | 18-25, 14-25, 24-26               |
| 2ª giornata - 27 gennaio 2019 Coliseo Rubén Zayas Montañez, Trujillo Alto  | Amazonas de Trujillo Alto | 3 - 1 | Valencianas de Juncos     | 19-25, 25-19, 25-18, 26-24        |
| 3ª giornata - 30 gennaio 2019 Coliseo Rafael Amalbert, Juncos              | Valencianas de Juncos     | 3 - 0 | Indias de Mayagüez        | 25-20, 25-18, 25-20               |
| 4ª giornata - 1º febbraio 2019 Coliseo Rafael Amalbert, Juncos             | Valencianas de Juncos     | 1 - 3 | Llaneras de Toa Baja      | 25-21, 26-28, 26-28, 15-25        |
| 5ª giornata - 2 febbraio 2019 Coliseo Roger L. Mendoza, Caguas             | Criollas de Caguas        | 3 - 0 | Valencianas de Juncos     | 25-20, 25-14, 25-10               |
| 6ª giornata - 9 febbraio 2019 Coliseo Rafael Amalbert, Juncos              | Valencianas de Juncos     | 3 - 2 | Polluelas de Aibonito     | 25-19, 17-25, 22-25, 25-14, 15-12 |
| 7ª giornata - 10 febbraio 2019 Coliseo José Marrón Aponte, Aibonito        | Polluelas de Aibonito     | 1 - 3 | Valencianas de Juncos     | 20-25, 27-25, 17-25, 21-25        |
| 8ª giornata - 15 febbraio 2019 Coliseo Antonio R. Barceló, Toa Baja        | Llaneras de Toa Baja      | 3 - 0 | Valencianas de Juncos     | 27-25, 25-20, 25-18               |
| 9ª giornata - 17 febbraio 2019 Coliseo Roger L. Mendoza, Caguas            | Criollas de Caguas        | 3 - 0 | Valencianas de Juncos     | 25-21, 25-19, 25-15               |
| 10ª giornata - 20 febbraio 2019 Palacio de Recreación y Deportes, Mayagüez | Indias de Mayagüez        | 3 - 2 | Valencianas de Juncos     | 25-23, 13-25, 22-25, 25-17, 15-11 |
| 11ª giornata - 22 febbraio 2019 Coliseo Gelito Ortega, Naranjito           | Changas de Naranjito      | 3 - 0 | Valencianas de Juncos     | 27-25, 25-20, 25-18               |
| 12ª giornata - 23 febbraio 2019 Coliseo Rafael Amalbert, Juncos            | Valencianas de Juncos     | 3 - 1 | Amazonas de Trujillo Alto | 26-24, 22-25, 25-21, 25-19        |
| 13ª giornata - 27 febbraio 2019 Coliseo Rafael Amalbert, Juncos            | Valencianas de Juncos     | 3 - 2 | Changas de Naranjito      | 23-25, 21-25, 25-20, 25-22, 15-12 |
| 14ª giornata - 1º marzo 2019 Coliseo Rubén Zayas Montañez, Trujillo Alto   | Amazonas de Trujillo Alto | 3 - 0 | Valencianas de Juncos     | 25-22, 25-23, 25-22               |
| 15ª giornata - 6 marzo 2019 Coliseo Rafael Amalbert, Juncos                | Valencianas de Juncos     | 1 - 3 | Criollas de Caguas        | 31-29, 15-25, 21-25, 14-25        |
| 16ª giornata - 9 marzo 2019 Coliseo Rafael Amalbert, Juncos                | Valencianas de Juncos     | 3 - 1 | Llaneras de Toa Baja      | 25-21, 25-23, 22-25, 30-28        |
| 17ª giornata - 17 marzo 2019 Coliseo Rafael Amalbert, Juncos               | Valencianas de Juncos     | 3 - 1 | Polluelas de Aibonito     | 25-20, 14-25, 25-23, 29-27        |
| 18ª giornata - 24 marzo 2019 Coliseo Antonio R. Barceló, Toa Baja          | Llaneras de Toa Baja      | 3 - 0 | Valencianas de Juncos     | 25-16, 25-20, 25-22               |
| 19ª giornata - 27 marzo 2019 Coliseo Rafael Amalbert, Juncos               | Valencianas de Juncos     | 0 - 3 | Criollas de Caguas        | 21-25, 23-25, 20-25               |
| 20ª giornata - 30 marzo 2019 Coliseo Rafael Amalbert, Juncos               | Valencianas de Juncos     | 0 - 3 | Amazonas de Trujillo Alto | 21-25, 14-25, 22-25               |
| 21ª giornata - 31 marzo 2019 Palacio de Recreación y Deportes, Mayagüez    | Indias de Mayagüez        | 3 - 1 | Valencianas de Juncos     | 25-13, 23-25, 25-17, 26-24        |
| 22ª giornata - 3 aprile 2019 Coliseo Gelito Ortega, Naranjito              | Changas de Naranjito      | 2 - 3 | Valencianas de Juncos     | 25-22, 23-25, 23-25, 25-22, 21-23 |
| 23ª giornata - 5 aprile 2019 Coliseo Rafael Amalbert, Juncos               | Valencianas de Juncos     | 3 - 0 | Indias de Mayagüez        | 25-19, 25-20, 25-18               |
| 24ª giornata - 7 aprile 2019 Coliseo José Marrón Aponte, Aibonito          | Polluelas de Aibonito     | 0 - 3 | Valencianas de Juncos     | 17-25, 23-25, 23-25               |

#### Play-off
| Quarti di finale (gara 1) - 9 aprile 2019 Coliseo Rafael Amalbert, Juncos             | Valencianas de Juncos | 0 - 3 | Changas de Naranjito  | 21-25, 31-33, 17-25        |
| Quarti di finale (gara 2) - 11 aprile 2019 Palacio de Recreación y Deportes, Mayagüez | Indias de Mayagüez    | 3 - 1 | Valencianas de Juncos | 23-25, 25-17, 25-21, 27-25 |
| Quarti di finale (gara 3) - 12 aprile 2019 Coliseo Gelito Ortega, Naranjito           | Changas de Naranjito  | 3 - 0 | Valencianas de Juncos | 25-21, 25-17, 25-20        |
| Quarti di finale (gara 5) - 16 aprile 2019 Coliseo Rafael Amalbert, Juncos            | Valencianas de Juncos | 1 - 3 | Indias de Mayagüez    | 21-25, 25-20, 24-26, 26-28 |

## Statistiche

### Statistiche di squadra
| Competizione | Punti | In casa | In casa | In casa | In trasferta | In trasferta | In trasferta | Totale | Totale | Totale |
| Competizione | Punti | G       | V       | P       | G            | V            | P            | G      | V      | P      |
| ------------ | ----- | ------- | ------- | ------- | ------------ | ------------ | ------------ | ------ | ------ | ------ |
| LVSF         | 28    | 14      | 7       | 7       | 14           | 3            | 11           | 28     | 10     | 18     |
| Totale       | -     | 14      | 7       | 7       | 14           | 3            | 11           | 28     | 10     | 18     |

G = partite giocate; V = partite vinte; P = partite perse